# Le Retour de Fabiola
Pour plus de détails, voir Fiche technique et Distribution.
Le Retour de Fabiola (La Jubilada) est un film chilien réalisé par Jairo Boisier, sorti en 2012.

## Synopsis
À 30 ans, Fabiola quitte le milieu de la pornographie et revient auprès de sa famille dans la maison dans laquelle elle a grandi.

## Fiche technique
- Titre : Le Retour de Fabiola
- Titre original : La Jubilada
- Réalisation : Jairo Boisier
- Scénario : Jairo Boisier
- Photographie : Raul Heuty
- Montage : Luis Horta et Jairo Boisier
- Production : Jorge López Vidales
- Société de production : Escala Humana, Zapik Films et Forastero
- Société de distribution : Zootrope Films (France)
- Pays :  Chili
- Genre : Drame
- Durée : 84 minutes
- Dates de sortie : 
  -  Chili : 2012
  -  France : 24 juin 2015

## Distribution
- Paola Lattus : Fabiola Neira

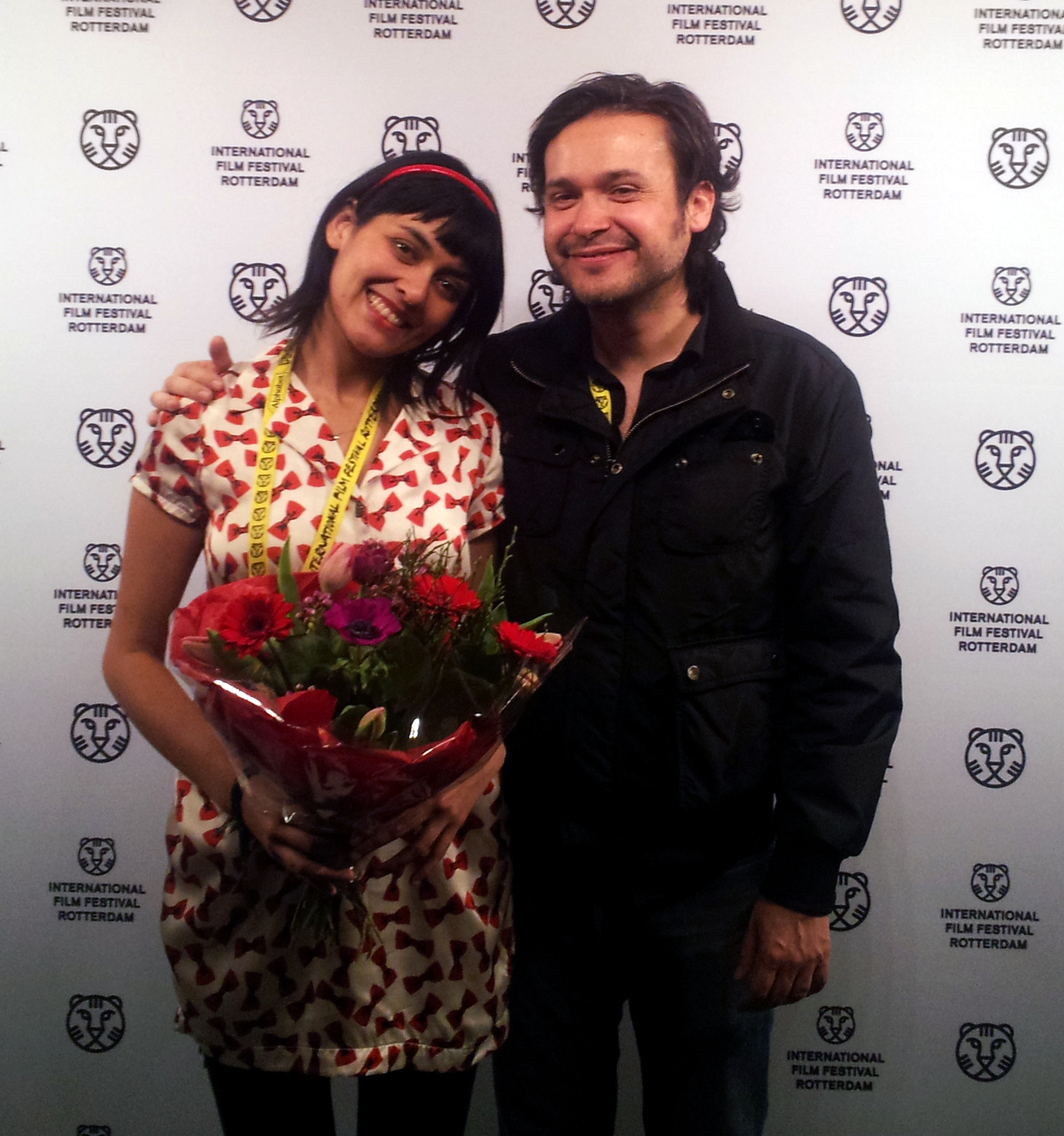
Paola Lattus et Jairo Boisier au International Film Festival Rotterdam 2012

- Catalina Saavedra : Georgina Neira
- José Soza : Rogelio Neira
- Hernando Lattus : Tarantula
- Daniela Ramírez

## Accueil
Noémie Luciani pour Le Monde qualifie le film de « récit sensible, soutenu par des choix esthétiques radicaux ». Pour Mathilde Blottière de Télérama « cette chronique à la tristesse feutrée brosse avec délicatesse le double portrait d'un Chili en crise et d'une femme en jachère ».